# Швенди
Швенди (нем. Schwendi) — община в Германии, в земле Баден-Вюртемберг. 
Подчиняется административному округу Тюбинген. Входит в состав района Биберах.  Население составляет 6226 человек (на 31 декабря 2010 года). Занимает площадь 49,23 км².
Коммуна подразделяется на 6 сельских округов.